# Filippine ai XXIII Giochi olimpici invernali
Le Filippine hanno partecipato ai XXIII Giochi olimpici invernali, che si sono svolti dal 9 al 28 febbraio 2018 a Pyeongchang in Corea del Sud, con una delegazione composta da due atleti.

## Pattinaggio di figura
Le Filippine hanno qualificato nel pattinaggio di figura un atleta, tramite un sistema di ripescaggio.
| Gara     | Atleta                     | Programma corto | Programma corto | Programma libero | Programma libero | Totale          | Totale          |
| Gara     | Atleta                     | Punti           | Posizione       | Punti            | Posizione        | Punti           | Posizione       |
| -------- | -------------------------- | --------------- | --------------- | ---------------- | ---------------- | --------------- | --------------- |
| Maschile | Michael Christian Martinez | 55,56           | 28º             | Non qualificato  | Non qualificato  | Non qualificato | Non qualificato |

## Sci alpino
Le Filippine hanno qualificato nello sci alpino un atleta, tramite un sistema di ripescaggio.
| Gara                    | Atleta     | Tempo     | Tempo     | Tempo   | Posizione |
| Gara                    | Atleta     | 1ª manche | 2ª manche | Totale  | Posizione |
| ----------------------- | ---------- | --------- | --------- | ------- | --------- |
| Slalom gigante maschile | Asa Miller | 1'27"52   | 1'22"43   | 2'49"95 | 70º       |